# 片冈七郎
片岡七郎（かたおか しちろう），1854年1月12日—1920年1月11日），日本明治时期的海軍軍人。海軍大将军衔。男爵。位階正二位。

## 生平
薩摩藩士・片岡喜藤太的次男。少年时期参加萨英战争和戊辰战争，作为兵学寮学生参加西南之役。他与日高壮之丞海军大将同時入寮，和日高同是第2期生。之后片冈作为伏見宮兄弟（愛賢王，即日后的伏見宮博恭王、元帥海军大将；以及菊麿王，即日后的山階宮菊麿王、海军大佐）的德国留学随員。同时出去的还有号称明治海军之父的山本权兵卫。

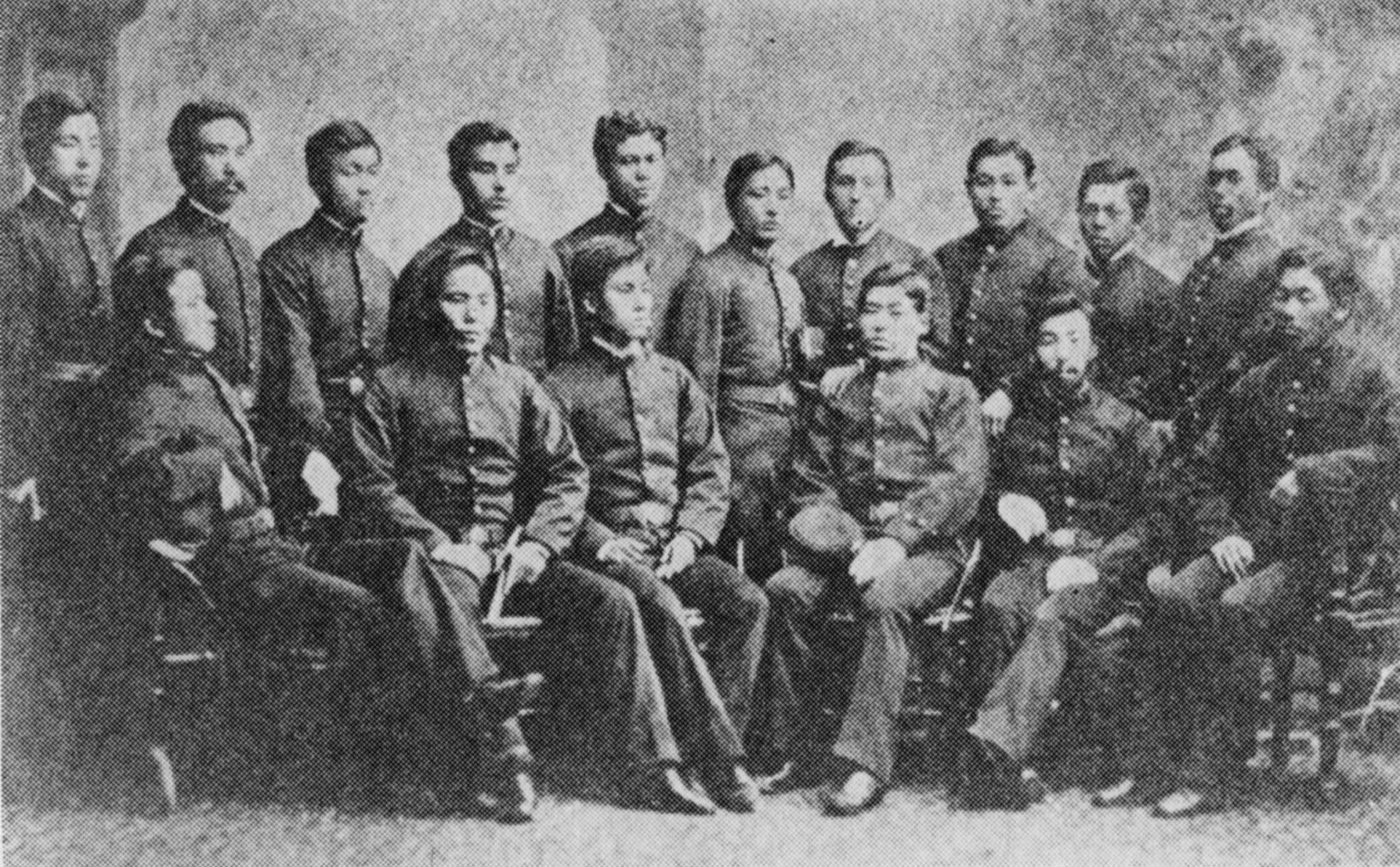
海兵学生時代
後列左第5人山本权兵卫、第9人为片岡、前列左端雪下熊之助、旁边上村彦之丞（於旧金山）

片冈在作为留学生考察列强军事的同时，展现了他的语言天才，除德语外，他还能熟练运用英语，法语，这在日本早期将领中是不多见的。回国后，他继续在兵学寮学习，明治14年（1881年）11月毕业，12月被晋升为海军大尉，成为「扶桑号」实习军官。明治17年（1884年）被被任命为「扶桑号」炮术长。第二年歴任「天城号」、「筑紫号」的副舰長。
明治19年（1886年）2月片冈担任2年时間的少佐時期，曾担任军校教官，専門分管炮术教育，担任紀律主任和教務副总理，负责生活指導、教育指導等事务。从第2年起，片冈担任炮术教官同時还兼任炮术实习船「天龙号」的艦長。
军校教官卸任后，片冈转任佐世保鎮守府参謀，半年后，再次担任博恭王和菊麿王的德国留学随員，并以德国使馆附武官的身份在列国继续考查。当時为中佐军衔，武官任期中晋升为大佐。東伏見宮依仁親王访问欧美时，片岡作为向导。明治27年（1894年）7月15日，豐島海戰爆发，日清战争开始，此日片岡接到回国命令，护卫依仁親王紧急回国。
回国之后海军軍令部让他负责作战补给工作。片冈首次出现在战场是12月日军攻击威海衛，他作为「金剛號」艦長炮击威海衛。威海衛被攻陷后，北洋水師投降。明治28年（1895年）2月转任「浪速号」艦長，率舰队占領台湾。
战後片冈历任「橋立号」艦長、炮术练习所校长、「八島号」艦長、常備艦隊参謀長。他在担任「八島号」艦長時期，参加遠洋航海中，据说从来没有穿过睡衣过夜，时刻保持临战状态，获得了船员们的巨大支持。片冈不支持山本权兵卫之後的政治力強化团体勢力，被称为顽固的现场主义者。在其担任軍事参議官时，陆军试图垄断朝鲜总督一职，当時日本海軍大臣八代六郎大将，则对抗提出海军垄断台湾总督，并与片岡商谈。片岡却以“我们海军是河童，在陆地上绝对是失败，陆地的事交给陆军去干。”（「われわれ海軍は河童なのだから、陸に上がっては失敗する。陸のことは政治と陸軍に任せろ」）拒绝了八代的建议。片冈完全无意参与政治，看经历他从事军政的时间也短，如常備艦隊参謀長之后任吴镇守府司令官、人事課長、第1艦隊司令長官、舞鶴鎮守府司令長官、艦政本部長，一共不满2年的短期时间。
日俄战争中，片岡在明治32年（1899年）晋升为海军少将、任呉鎮守府司令官，翌年重任呉艦政部長和内战基地的要職。明治35年（1902年）任最前線基地的对馬竹敷要港部司令官，推进基地的水雷部隊扩充。明治36年（1903年）9月晋升为海军中将。
明治36年（1903年）12月，常備艦隊扩张为3個艦隊陣容，改为第一、第二舰队联合舰队组合，第三舰队的独立部队。片岡出任第3艦隊司令長官。第三舰队由日清战争时的老朽舰组成，作为辅助性的战力，被人揶揄为「滑稽艦隊」。负责朝鮮沿岸的警備，护卫第2軍登陆地点，支援金州作战。

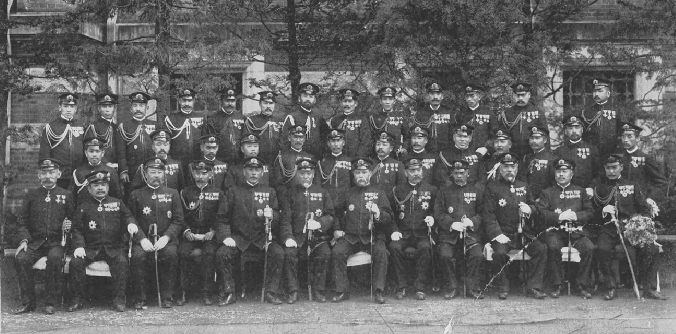
日俄战争凱旋式当日的海軍首脳 左4人按顺序为
伊集院五郎、上村彦之丞、东乡平八郎、山本权兵卫、伊東祐亨、片岡第三艦隊長官、出羽重遠、斋藤实、山下源太郎
中列左边第5人为島村速雄、加藤友三郎

战后，联合舰队解散，片岡任第一艦隊司令長官1年、艦政本部長1年半。明治41年（1908年）8月，最後的职务是舞鶴鎮守府司令長官，任职2年半。任期中晋升为大将。明治44年（1911年）卸任为軍事参議官。
海军发生西门子事件，片岡任高等軍法会議判士長。大正9年（1920年）1月11日去世，葬于多磨陵园。贈正二位。